# Chen Li-Ling
Chen Li-Ling (* 13. März 1971) ist eine ehemalige chinesische Tennisspielerin.

## Karriere
Auf der WTA Tour gewann sie ein Doppeltitel und auf dem ITF Women’s Circuit waren es zwei Einzeltitel.
Für die chinesische Fed-Cup-Mannschaft bestritt sie von 1989 bis 1997 21 Partien, von denen sie sieben gewann.
Chen nahm für China auch an den Olympischen Spielen 1992 in Barcelona und an den Olympischen Spielen 1996 in Atlanta teil.

## Turniersiege

### Doppel
| Nr. | Datum        | Turnier | Kategorie   | Belag             | Partnerin | Finalgegnerinnen           | Ergebnis |
| --- | ------------ | ------- | ----------- | ----------------- | --------- | -------------------------- | -------- |
| 1.  | Februar 1994 | Peking  | WTA Tier IV | Hartplatz (Halle) | Li Fang   | Kerry-Anne Guse Valda Lake | 6:0, 6:2 |